# Daniel Georg Lindgren
Daniel Georg Lindgren, född januari 1749, död 24 januari 1827 i Klara församling, Stockholms stad, var en svensk skomakare och politiker.

## Biografi
Daniel Georg Lindgren föddes 1749. Han arbetade som skomakare och blev senare skomakareålderman. Lindgren var riksdagsledamot för borgarståndet i Stockholms stad vid riksdagen 1800 och riksdagen 1809–1810. Han avled 1827 i Stockholm.